# Asz-Szuruk (Syria)
Az-Szuruk (arab. الشروق) – wieś w Syrii, w muhafazie Aleppo, w dystrykcie Ajn al-Arab. W 2004 roku liczyła 156 mieszkańców.